# Angry Birds Trilogy
Angry Birds Trilogy — видеоигра разработанная совместно Rovio Entertainment, Exient Entertainment, Housemarque, и FUN Labs и изданная Activision.
Игра содержит первые три игры из популярной серии мобильных игр (Angry Birds, Angry Birds Seasons и Angry Birds Rio) и была выпущена для Xbox 360, PlayStation 3 и Nintendo 3DS 25 сентября 2012 года в Северной Америке и 28 сентября 2012 года в Северной Америке. Европа.
Игра была выпущена на консолях Wii и Wii U 13 августа 2013 года в Северной Америке и 16 августа в Европе. Игра выпущена для PlayStation Vita в октябре 2013 года.
18 декабря 2012 года вышло загружаемое дополнение «Anger Management Pack», а 8 марта 2013 года появилось второе и последнее DLC «Fowl Tempered Pack».
В эту подборку вошли эксклюзивные уровни, которых нет в оригинальных играх.

## Геймплей
Игра осталась в классическом геймплее Angry Birds, лишь добавив несколько новых отличительных черт.

#### Управление
Хоть геймплей и остался прежним, управление изменилось в связи с отличием привычным управлением в играх с телефона и управлением в играх с консолей. Все версии игры, кроме версии Nintendo 3DS, поддерживают моушн-управление. Если же оно не выбрано, можно управлять с тач-скрина (только на Nintendo 3DS и Wii U) или аналоговым стиком на геймпаде (во всех версиях).

## Отзывы
| Сводный рейтинг    | Сводный рейтинг                      |
| Агрегатор          | Оценка                               |
| ------------------ | ------------------------------------ |
| GameRankings       | 63,00 %                              |
| Metacritic         | X360: 63/100 PS3: 66/100 3DS: 62/100 |
| Иноязычные издания |                                      |
| Издание            | Оценка                               |
| Eurogamer          | X360/PS3: 6/10                       |
| IGN                | 7/10                                 |
| Nintendo Life      | Wii U: 8/10                          |

Лукас М. Томас из IGN отметил улучшенные визуальные эффекты и дополнительные возможности, но не одобрил элементы управления движением в отличие от стандартных элементов управления и цену.
Роберт Уоркман из GameZone раскритиковал версию 3DS по сравнению с версиями для домашней консоли и оригинальной мобильной версией, посчитав дизайн не впечатляющим, а эффекты — «минимальными».